# Karl Wilhelm Verhoeff
Karl (ou Carl) Wilhelm Verhoeff, né le 25 novembre 1867 à Soest et décédé le 6 décembre 1944, est un zoologiste allemand, spécialisé dans les mille-pattes (myriapodes), les cloportes (Isopoda) et dans une moindre mesure, les insectes.
Verhoeff a été – avec Ralph Vary Chamberlin et Carl von Attems-Petzenstein (de) – l'un des auteurs les plus prolifiques de taxons de mille-pattes. La compilation de ses travaux en 1962 par Gisela Mauermayer a retrouvé 670 dossiers de travaux scientifiques dont des contributions majeures à la série Klassen und Ordnungen des Tierreichs.

## Biographie
Karl W. Verhoeff naît en Westphalie, d'un père, Karl, apothicaire et de sa femme Mathilde (née Rocholl). Il obtient son Abitur à Soest en 1889 et son doctorat en zoologie à Bonn en 1893. En 1902, il épouse Marie Kringer; celle-ci meurt en 1937 lors d'une intervention chirurgicale. Ils ont deux filles et un fils. Le fils meurt en 1942 sur le front russe.
Verhoeff est brièvement employé (de 1900 à 1905) au musée d'histoire naturelle de Berlin, mais pendant le reste de sa longue carrière, il travaille dans le privé. Il entreprend un certain nombre de voyages de collecte, notamment sur la Riviera française, en Roumanie, en Bulgarie, en Bosnie et en Grèce. Certains de ces voyages sont financés par l'Académie royale des sciences de Prusse. Il les finances en partie lui-même par la vente de ses collections ; Munich et Berlin en détiennent encore une grande partie.
Verhoeff reçoit un certain nombre de récompenses à la fin de sa vie, dont, en 1933, la médaille Leibniz d'argent de l'Académie de Berlin, en 1942, le Preis & Plakette de la fondation Forel et, en août 1943, un Doktor Diplom supplémentaire de l'université de Bonn à l'occasion du 50e anniversaire de sa thèse. En 1942, peu avant son 75e anniversaire, il est élu à l'Académie allemande des sciences Leopoldina. Des problèmes de vue et la destruction de sa maison dans un bombardement lui interdisent de continuer ses recherches, et il se suicide le 6 décembre 1945.